# Oude Linshuitempel van Gutian
De oude Linshuitempel van Gutian of Gutian Linshui Zugong is een taoïstische tempel die ligt in het Chinese arrondissement Gutian, Ningde in de provincie Fujian. De tempel werd in 792 gebouwd. In 1875 werd de tempel verwoest door een grote brand. Een jaar later begon men de tempel te herbouwen en nog eens drie jaar later was het klaar. De tempel staat op de provinciale lijst van cultureel erfgoed sinds 1991.
De tempel is gewijd aan de Chinese vruchtbaarheidsgodin Linshui Furen, een godin die de wens van een zoon vervult. De verering van de godin komt veel voor in deze provincie.
Het hele tempelcomplex omvat 3000 m².